# Ahmed al-Mousa
Ahmed al-Mousa (arabisch أحمد الموسى, DMG Aḥmad al-Mūsā; * 27. Januar 1981 in Mekka) ist ein ehemaliger saudi-arabischer Fußballspieler.

## Karriere

### Verein
Zur Saison 2006/07 wechselte al-Mousa von al-Ittihad zu al-Wahda. Nach der Saison 2011/12 wechselte er für eine Spielzeit zu al-Fateh, wonach er seine Karriere mit dem Gewinn der Meisterschaft beendete.

### Nationalmannschaft
Sein erstes Spiel für die saudi-arabische Nationalmannschaft war am 24. Juni 2007, bei einem 2:0-Freundschaftsspielsieg über die Vereinigten Arabischen Emirate. Er wurde in der 81. Minute für Abdoh Otayf eingewechselt. Nach weiteren Freundschaftsspielen kam er bei der Asienmeisterschaft 2007 in allen Spielen bis zum Finale zum Einsatz.
Es folgten Teilnahmen an den Panarabischen Spielen 2007 und dem Golfpokal 2009. Sein letzter Einsatz für die Nationalmannschaft war eine 0:1-Niederlage während der Qualifikation zur Weltmeisterschaft 2010 am 11. Februar 2009 gegen Nordkorea.

## Privates
Seine Brüder Kamel, Moataz, Rabi, Rayan und Redwan sind ebenfalls Fußballspieler und trugen teilweise in mehreren Einsätzen das Trikot der Nationalmannschaft.